# Procedimiento de emergencia oceánico

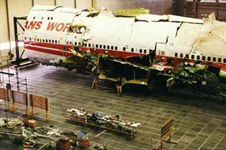
"Reconstrucción del fuselaje accidentado del TWA 800"

El procedimiento de emergencia oceánico, es una reglamentación que se da en el contexto de la emergencia aeronáutica que se aplica solamente en caso de vuelos sobre el océano. Consiste en tres fases progresivas, las cuales van desde la incertidumbre hasta el desastre.
La finalidad de estos procedimientos es la de evitar la especulación acerca de la seguridad de las aeronaves y sus tripulantes, movilizando equipos de emergencia de forma incierta y con probable perdida de tiempo y orientaciones.

## INCERFA
La primera fase se denomina INCERFA, o fase de incertidumbre, y es cuando hay preocupación acerca de la seguridad de la aeronave o sus ocupantes. Esta fase se aplica cuando se cumple una o ambas de las situaciones:
- Cuando no se ha recibido comunicación desde la aeronave a 30 minutos del momento que debió haberse contactado, o en caso de intentar comunicarse con ésta, no se obtiene respuesta.
- Cuando la aeronave lleva más de 30 minutos de retraso respecto a su tiempo estimado de llegada.

## ALERFA
Corresponde a la segunda fase, la cual es de alerta, ya que existe real preocupación por la seguridad de la aeronave y sus ocupantes, esta fase al ser subsecuente de INCERFA, se compone por una o más de los siguientes sucesos:
- Cuando pasada la INCERFA, se insiste en solicitar información acerca de la posición de la aeronave, y su resultado es negativo.
- Si al recibir información de la aeronave, esta indica que su eficiencia operativa ha sido desmejorada, pero no lo suficiente como para un aterrizaje forzoso.
- Cuando pasado 60 minutos del momento que debió comunicarse, o en caso de intentar comunicarse con ella y la respuesta es negativa.

## DETRESFA
Por último, DETRESFA, o fase de siniestro, indica que la aeronave y sus ocupantes están en una verdadera situación de peligro. Esta última fase corresponde si:
- Pasada ALERFA, se continúa sin recibir comunicaciones por parte de la aeronave.
- El combustible a bordo de la aeronave se estima insuficiente para su seguridad.
- Al recibir información de la aeronave, esta indica que su eficiencia operativa ha sido desmejorada, lo suficiente como para un aterrizaje forzoso.
- La información recibida indica que existe una gran probabilidad que se haya realizado un aterrizaje forzoso.